# امیر آغایف
امیر آغایف (عبری: אמיר עגייב / אמיר עגאייב‎؛ زادهٔ ۱۰ فوریهٔ ۱۹۹۲) بازیکن فوتبال اهل اسرائیل است.
از باشگاه‌هایی که در آن بازی کرده‌است می‌توان به باشگاه فوتبال سومقاییت و باشگاه فوتبال بنی یهودا تل آویو اشاره کرد.
وی همچنین در تیم‌های ملی فوتبال تیم ملی فوتبال زیر ۱۹ سال اسرائیل و زیر ۲۱ سال اسرائیل بازی کرده‌است.